# Phase 6 Super Stereo
La Phase 6 Super Stereo fu una casa discografica italiana attiva dal 1970.

## Storia della Phase 6 Super Stereo
Venne fondata dal maestro Armando Sciascia, violinista e direttore d'orchestra abruzzese, negli anni settanta, come sottoetichetta della Vedette specializzata nella musica easy listening, che includeva gruppi orchestrali, colonne sonore cinematografiche e arrangiamenti di brani di musica classica in chiave moderna.
Tra gli artisti presenti in questa collana l'Orchestra diretta da Armando Sciascia, il chitarrista Bruno Battisti D'Amario e il trombonista jazz Mario Pezzotta. Francesco Anselmo, arrangiatore, pianista e direttore d'orchestra, sarà una presenza fissa all'interno di questa collana discografica anche se il suo nome comparirà sulle copertine con svariati pseudonimi: Alex Brown, Dorsey Dodd, Lee Selmoco, Peter Hamilton, Pinto Varez, Peter Dracula, Arsenio Bracco.
Il nome di questa etichetta discografica deriva dall'utilizzo in fase di missaggio del sistema denominato "6 Fasi Superstereo", ossia un processo di mixing ed equalizzazione di ogni singolo canale di una registrazione multitraccia analogica a 16 piste. Analoghi sistemi, impiegati per rendere particolarmente realistico e "tridimensionale" il suono sono stati impiegati anche da altre case discografiche come la Decca (nella collana "Phase 4") o la RCA (nella serie Living Stereo).
Stando a quanto dichiarato dalla casa discografica:

## I dischi pubblicati
Per la datazione fanno fede l'etichetta del disco, o sul vinile o sulla copertina; qualora nessuno di questi elementi avesse una datazione, fa fede la numerazione del catalogo.

### 33 giri
La sigla di catalogo era formata da quella tipica della Vedette VPA con l'aggiunta della lettera S (per strumentale).
| Numero di catalogo | Anno | Interprete                                                       | Titoli                                                                               |
| ------------------ | ---- | ---------------------------------------------------------------- | ------------------------------------------------------------------------------------ |
| VPAS 802           | 1969 | Bruno Battisti D'Amario                                          | La chitarra dai mille suoni                                                          |
| VPAS 804           | 1968 | Autori vari                                                      | Avventura in Super Stereo Tridimensionale                                            |
| VPAS 805           | 1969 | Orchestra Armando Sciascia con Cesco Anselmo (pianoforte)        | Musica in Cinerama                                                                   |
| VPAS 860           | 1969 | The Five Lords                                                   | Arcobaleno di chitarre                                                               |
| VPAS 862           | 1969 | Alex Brown                                                       | I mille suoni del pianoforte di Alex Brown                                           |
| VPAS 866           | 1969 | Dorsey Dodd                                                      | Musica da suonare prima di mezzanotte (Hammond Night)                                |
| VPAS 867           | 1969 | Bruno Battisti D'Amario                                          | Sei corde per mille suoni                                                            |
| VPAS 868           | 1969 | Pinto Varez                                                      | Besame mucho. Musica sotto il sombrero                                               |
| VPAS 869           | 1969 | Peter Hamilton, Armando Sciascia, Puccio Roelens, Mario Pezzotta | Improvvisamente...                                                                   |
| VPAS 871           | 1970 | Puccio Roelens Orchestra                                         | Ciao musica                                                                          |
| VPAS 872           | 1970 | Puccio Roelens Orchestra                                         | Musica in controluce                                                                 |
| VPAS 874           | 1970 | Dorsey Dodd                                                      | Intimità                                                                             |
| VPAS 875           | 1970 | Mario Pezzotta                                                   | A Basin street                                                                       |
| VPAS 876           | 1971 | Puccio Roelens Orchestra, Al Korvin                              | Musiche da grandi films                                                              |
| VPAS 877           | 1971 | Bruno Battisti D'Amario                                          | Dreams                                                                               |
| VPAS 878           | 1971 | Peter Hamilton                                                   | Western music                                                                        |
| VPAS 879           | 1971 | Alex Brown                                                       | Cocktail sulla tastiera                                                              |
| VPAS 880           | 1971 | Al Korvin                                                        | Magic Sounds                                                                         |
| VPAS 881           | 1971 | Dorsey Dodd, Oscar Miller, Peter Hamilton                        | Cinema festival                                                                      |
| VPAS 882           | 1969 | Pete Pearl                                                       | La notte è fatta di sogni                                                            |
| VPAS 883           | 1971 | Cat Collins                                                      | Vibrations Celebri temi da films                                                     |
| VPAS 884           | 1971 | The Five Lords                                                   | Souvenir                                                                             |
| VPAS 885           | 1971 | The Green Future Orchestra                                       | Dance Dance Dance                                                                    |
| VPAS 887           | 1970 | Orchestra Pinto Varez                                            | Honey Rhythm and Butter                                                              |
| VPAS 888           | 1971 | Orchestra Armando Sciascia con Francesco Anselmo                 | Notturno                                                                             |
| VPAS 889           | 1971 | Dorsey Dodd, Peter Hamilton                                      | Flash Temi da Film                                                                   |
| VPAS 890           | 1971 | Dorsey Dodd                                                      | The Colossal. Organo Hammond 3                                                       |
| VPAS 891           | 1971 | Giuseppe Zanaboni all'organo                                     | Johann Sebastian Bach: Toccata e Fuga BWV 565; Fantasia e fuga BWV 561 e Corali vari |
| VPAS 892           | 1971 | Al Korvin e Angel "Pocho" Gatti                                  | Sudamericana                                                                         |
| VPAS 893           | 1971 | Orchestra Armando Sciascia                                       | La musica più bella del mondo (Music I love)                                         |
| VPAS 894           | 1972 | Orchestra Armando Sciascia                                       | Nostalgia                                                                            |
| VPAS 895           | 1972 | La incredibile fisarmonica di Tony Tomas e la sua orchestra      | Fisa... amore mio                                                                    |
| VPAS 896           | 1971 | Festival Philharmoniker, Walter Kness                            | Pëtr Il'ič Čajkovskij: Il lago dei cigni                                             |
| VPAS 897           | 1972 | Peter Hamilton Orchestra                                         | Amor y Tangos                                                                        |
| VPAS 898           | 1972 | Peter Hamilton e Dorsey Dodd                                     | Mirage                                                                               |
| VPAS 899           | 1972 | Pinto Varez Big Beat                                             | Summer wind (Vento d'estate)                                                         |
| VPAS 900           | 1971 | Los Nuevos Paraguayos                                            | Cu cu rru cu cu                                                                      |
| VPAS 901           | 1972 | Rico De Almenda Orchestra                                        | Tumbando, cha cha cha e samba                                                        |
| VPAS 902           | 1973 | Mario Pezzotta                                                   | Serenata a Vallechiara                                                               |
| VPAS 903           | 1971 | Francesco Anselmo, Armando Sciascia, Peter Hamilton              | Chiack Film Themes                                                                   |
| VPAS 904           | 1971 | Nilton Castro                                                    | Rhythm And Soul                                                                      |
| VPAS 905           | 1972 | Cesco Anselmo                                                    | Romantic. 2 Pianos & Orchestra                                                       |
| VPAS 906           | 1973 | Orchestra Armando Sciascia                                       | Per Elisa                                                                            |
| VPAS 907           | 1970 | Dorsey Dodd                                                      | The fascinating Dorsey Dodd. Organo Hammond                                          |
| VPAS 908           | 1973 | Orchestra Francesco Anselmo                                      | Napoli in musica                                                                     |
| VPAS 909           | 1972 | Armando Sciascia Orchestra, coro e moog                          | Fly                                                                                  |
| VPAS 910           | 1974 | Orchestra Armando Sciascia                                       | Hot films themes                                                                     |
| VPAS 911           | 1974 | Peter Van Wood                                                   | Guitar magic                                                                         |
| VPAS 912           | 1974 | Anthony Donadio                                                  | Mi ritorni in mente                                                                  |
| VPAS 913           | 1974 | Orchestra Armando Sciascia                                       | Zoom                                                                                 |
| VPAS 914           | 1973 | Dorsey Dodd                                                      | Moog Moods                                                                           |
| VPAS 915           | 1974 | Al Korvin                                                        | Al Korvin plays Italy                                                                |
| VPAS 916           | 1974 | Rico De Almenda                                                  | Samba vivo                                                                           |
| VPAS 917           | 1974 | Bruno Battisti D'Amario                                          | Rhapsody                                                                             |
| VPAS 920           | 1974 | Tony Thomas                                                      | Hymne à l'amour                                                                      |
| VPAS 921           | 1973 | Dorsey Dodd                                                      | Moog magic n° 2                                                                      |
| VPAS 923           | 1974 | Armando Sciascia violino e orchestra                             | Violin Vertigo. Suoni e immagini di mille violini                                    |
| VPAS 924           | 1974 | Orchestra Armando Sciascia                                       | Western Ride n.2                                                                     |
| VPAS 925           | 1974 | Attilio "Anthony" Donadio                                        | Sax & stars vol. 2                                                                   |
| VPAS 926           | 1974 | Francesco Anselmo, Armando Sciascia                              | Si Gira! Action!...Camera! Film Themes Vol. 11                                       |
| VPAS 927           | 1974 | Peter Hamilton Orchestra                                         | Spotlight. Film Themes vol. 12                                                       |
| VPAS 928           | 1974 | Sergio Farina                                                    | Guitars & boogie woogie                                                              |
| VPAS 929           | 1974 | Orchestra Francesco Anselmo                                      | L'operetta selezione di motivi celebri                                               |
| VPAS 930           | 1974 | Bruno Battisti D'Amario                                          | Samba para ti                                                                        |
| VPAS 931           | 1974 | Armando Sciascia Orchestra                                       | Capriccio                                                                            |
| VPAS 932           | 1974 | Orchestra Francesco Anselmo                                      | Carrellata film themes vol. 13                                                       |
| VPAS 934           | 1975 | Bruno Battisti D'Amario ed Edda Dell'Orso                        | Granada                                                                              |
| VPAS 935           | 1975 | Al Korvin                                                        | Al Korvin plays anni '30                                                             |
| VPAS 936           | 1975 | Pinto Varez                                                      | Caliente                                                                             |
| VPAS 937           | 1975 | Mario Pezzotta                                                   | Sophisticated Lady                                                                   |
| VPAS 938 (SQ)      | 1976 | Sergio Farina                                                    | Apache                                                                               |
| VPAS 939           | 1976 | Peter Hamilton Orchestra                                         | Tango Tango                                                                          |
| VPAS 940           | 1976 | Mario Pezzotta                                                   | Satanic blues                                                                        |
| VPAS 941           | 1976 | Armando Sciascia                                                 | Intermezzo                                                                           |
| VPAS 942           | 1976 | Orchestra Armando Sciascia                                       | Concerto Grande                                                                      |
| VPAS 943           | 1976 | The Five Lords                                                   | The Five Lords in London                                                             |
| VPAS 946           | 1977 | Peter Hamilton                                                   | Emotions! Film Themes                                                                |
| VPAS 947           | 1977 | Alex Brown                                                       | Music maestro please!                                                                |
| VPAS 948           | 1977 | Rico De Almenda and his incredible orchestra                     | Ritmo che scotta                                                                     |
| VPAS 949           | 1977 | The Golden Girls Quartet & Joe "Nat" Palele Orchestra            | Non ti scordar di me                                                                 |
| VPAS 950           | 1977 | Cat Simon Discorchestra                                          | You turn me on                                                                       |
| VPAS 952           | 1977 | Orchestra Algo Nuevo                                             | Salsita Afro Cubana                                                                  |
| VPAS 953           | 1977 | Strings Orchestra & Chorus - Angelo Mazza, dir.                  | Christmas Carols                                                                     |
| VPAS 954           | 1977 | Peter Hamilton Orchestra                                         | Destination Musicland                                                                |
| VPAS 955           | 1978 | Gruppo Irakere                                                   | Salsa Agro Dolce                                                                     |
| VPAS 956           | 1978 | Sergio Farina                                                    | Guitar Rock, vol. 1                                                                  |
| VPAS 959           | 1979 | Reddy Bobbio                                                     | Disco Dance                                                                          |
| VPAS 960           | 1979 | Rico De Almenda - Latin American Orchestra                       | Irresistible Disco Cha Cha Cha                                                       |
| VPAS 961           | 1980 | Reddy Bobbio                                                     | Only You                                                                             |
| VPAS 963           |      |                                                                  | I Verdi Anni '60                                                                     |

### 33 giri dimostrativi e di test
- 1972 - Superstereo Test Record del Phase 6 Super Stereo (ICC-002)

Disco di test per facilitare la messa a punto e l'uso corretto di un qualsiasi impianto stereofonico hi-fi. Contiene test per l'individuazione dei canali destro e sinistro, controllo della fase, del bilanciamento, dei regolatori di tono, del flutter, della risposta in frequenza, del rumble e vari effetti elettronici. Una traccia, lasciata volutamente non incisa, permette la regolazione dell'anti-skating.
- 1972 - Estasi (VDS 221) e Slalom Superstereo (VDS 246)

Dischi dimostrativi a prezzo speciale contenenti brani tratti dal repertorio della collana Phase 6 Super Stereo.
- 1973 - Introduzione al suono a 3 Dimensioni (VVE 35520)

Disco dimostrativo non in vendita contenente segnali di test, effetti sonori e alcune tracce di musica classica dimostrative del nuovo tipo di registrazione a tre fasi impiegato dalla Vedette.